# Ranunculus miliarakesii
Ranunculus miliarakesii là một loài thực vật có hoa trong họ Mao lương. Loài này được Hal�csy miêu tả khoa học đầu tiên năm 1912.